# Isabella Appiani
 Isabella Appiani, född 1577, död 1661, var regerande furstinna av Furstendömet Piombino mellan 1611 och 1628. 
Hennes far efterträddes 1589 av hennes bror. När hennes barnlöse bror avled 1603, ockuperades furstendömet av kejsar Rudolf II. Hon kunde tillträda regeringen i Piombino 1611. Hon gifte sig två gånger. Hennes män utnämndes båda till hennes medregenter. År 1628 anfölls och ockuperades Piombino av Spanien. Isabella och hennes familj flydde och bosatte sig i Rom. Piombino ockuperades av Spanien, som 1634 placerade Isabellas svärson på tronen. 